# Дютрев, Клодиус
Клодиус Жан Дютрев (фр. Claudius Jean Dutriève; 21 февраля 1891, Вьен — 21 сентября 1960, Лион) — французский тяжелоатлет. Участник летних Олимпийских игр 1924 и 1928 годов.

## Биография
Клодиус Дютрев родился 21 февраля 1891 года во французском городе Вьен.
Выступал в соревнованиях по тяжёлой атлетике за лионский «Помпьер».
В 1924 году вошёл в состав сборной Франции на летних Олимпийских играх в Париже. В весовой категории свыше 82,5 кг занял 8-е место, подняв в сумме пятиборья 467,5 кг (75 кг в рывке одной рукой, 75 кг в толчке одной рукой, 90 кг в жиме, 100 кг в рывке двумя руками, 120 кг в толчке двумя руками) и уступив 50 кг завоевавшему золото Джузеппе Тонани из Италии.
В 1928 году вошёл в состав сборной Франции на летних Олимпийских играх в Амстердаме. В весовой категории свыше 82,5 кг занял 9-е место, подняв в сумме троеборья 330 кг (97,5 кг в жиме, 100 кг в рывке, 132 кг в толчке) и уступив 42,5 кг завоевавшему золото Йозефу Штрассбергеру из Германии.
Умер 21 сентября 1960 года во французском городе Лион.